# Ассис, Саад
Саад Ассис (итал. Saad Assis; 26 октября 1979, Сан-Паулу, Бразилия) — итальянский и бразильский футболист, игрок в мини-футбол.

## Биография
Первого успеха Ассис добился с бразильским клубом «Атлетико Минейро», выиграв бразильский чемпионат. Затем он играл за «Ульбру», испанский «Мостолес», «Банеспу» и снова «Ульбру». В 2005 году он перебрался в итальянский чемпионат, став игроком «Лупаренсе». Выиграв с ним Кубок Италии, Саад вернулся в испанский «Мостолес», а после двух сезонов выступлений за него подписал контракт с другим испанским клубом — «Барселоной».
Приняв итальянское гражданство, Саад Ассис начал выступления за сборную Италии по мини-футболу. В 2007 году он выиграл с ней серебро чемпионата Европы, а в 2008 году — бронзу чемпионата мира. Именно гол Ассиса в ворота сборной России позволил итальянцам победить в матче за третье место. Чемпионат Европы 2010 года хоть и окончился для итальянцев неудачно, но принёс натурализованному бразильцу титул лучшего бомбардира турнира, который он разделил с тремя другими игроками, забившими по 5 мячей.

## Достижения
- Бронзовый призёр чемпионата мира по мини-футболу 2008
- Серебряный призёр чемпионата Европы по мини-футболу 2007
- Чемпионат Бразилии по мини-футболу 1999
- Обладатель Кубка Испании по мини-футболу 2011
- Обладатель Королевского кубка Испании по мини-футболу 2011
- Обладатель Кубка Италии по мини-футболу 2006

Личные:
- Лучший бомбардир Чемпионата Европы по мини-футболу 2010